# Patrick Pons
Pour les articles homonymes, voir Pons.
 (février 2013).
Patrick Pons est un pilote moto français, né le 24 décembre 1952 à Paris et mort le 12 août 1980 à Northampton.
En 1979, il est le premier Français champion du monde dans un sport mécanique, en catégorie Formule 750 FIM, alternative aux 500 cm3 deux temps de Grand Prix moto de 1973 à 1979.

## Biographie

### Jeunesse
Patrick Pons est né à Paris où il a passé les premières années de sa vie. À cause de son fort caractère et de résultats scolaires moyens, ses parents décident de l’envoyer en pension tout d’abord dans le sud de la France, puis dans les Alpes à Saint-Gervais-les-Bains (Haute-Savoie), Saint-Nicolas-la-Chapelle (Savoie) et enfin à l'ESAP Val d'Arly, près de Megève (Haute-Savoie), où il découvre le ski et l'esprit de compétition.
Il découvre également la conduite des cyclomoteurs, et à seize ans, débute sur une 125 cm³ puis passe rapidement en 350, 400 et, deux ans plus tard, à dix-huit ans, en 500 cm3.
Il acquiert une partie-cycle PLT dans laquelle est monté un moteur 3-cylindres de Kawasaki 500. Peu satisfait du résultat, il décide de s’offrir une Yamaha 250 TD2 et débute en championnat de France national. 
En 1971, à 19 ans, il comprend que pour percer dans le milieu de la moto, il doit impérativement se faire connaitre médiatiquement. Il s’inscrit alors, dès la saison suivante, à la Coupe Kawasaki Moto Revue, la formule de promotion la plus médiatisée du moment. En effet, l’association de la marque japonaise avec l’hebdomadaire donne lieu à la publication de comptes-rendus importants après chacune des courses. Patrick Pons sort vainqueur de l'édition 1972, atteignant directement son objectif : se faire connaître et devenir ainsi pilote professionnel.

### Carrière de 1973 à 1975

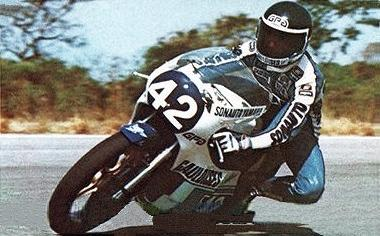
Patrick Pons sur Yamaha 350 cm en 1979.

En 1973, Pons est engagé dans l’écurie Motul, avec laquelle il fait ses premières courses internationales sur une TD3. Les résultats s’avèrent prometteurs et il apparaît comme un espoir de la vitesse française.
Jean-Claude Olivier, directeur du département moto de Sonauto, importateur Yamaha en France, prend contact avec lui lors de l’épreuve de Montlhéry avant de le recevoir dans son bureau. Il lui propose alors de courir à Bourg-en-Bresse sur une Yamaha apprêtée par le préparateur Chistian Maingret. Patrick intègre officiellement le team Sonauto Yamaha pour y faire équipe avecChristian Bourgeois. Il se fait rapidement remarquer en course : 3e des championnats de France F1 et F2, 10e en championnat du monde 250 cm³ (précédant son coéquipier, pourtant plus expérimenté, de quatre places) et 13e en 350, catégorie dans laquelle il réalise, le 23 septembre 1973, son premier podium en Grand Prix, lors de l’épreuve espagnole.
En 1974, il est cinq fois dans les quatre premiers sur six résultats comptabilisés, en 350 comme en 250, auteur de deux podiums en 350 et trois en 250, 3e au championnat du monde dans les deux catégories. En arrivant 4e du Grand Prix de Belgique 500 avec une Yamaha à cadre coque Droulhiole, il est classé avec ce seul résultat 23e du mondial 500.

### Mort
Fauché en pleine ascension, Patrick Pons meurt le 12 août 1980 à l'hôpital de Northampton, en Angleterre, des suites d'un accident lors du Grand Prix d'Angleterre sur le circuit de Silverstone. Il est inhumé à Paris, au cimetière de Montmartre (division 20).

## Palmarès
- 1972 :
  - Vainqueur de la Coupe Kawasaki

- 1973 :
  - 6e GP de Belgique, 250 cm3
  - 5e GP de Tchécoslovaquie, 250 cm3
  - 3e GP d'Espagne, 350 cm3
  - 10e du championnat du monde 250 cm3
  - 9e GP de France au Castellet (250 cm3)

- 1974 :
  - 3e du Moto Journal 200
  - 2e du GP de Yougoslavie, 250 cm3
  - 3e du GP d'Italie
  - 3e du GP de Suède
  - 3e du championnat du monde 250 cm3
  - 2e du GP de Suède, 350 cm3
  - 3e du GP de Hollande
  - 3e du GP de Belgique, 500 cm3

- 1975 :
  - 3e du Moto Journal 200
  - 1er du GP d'Allemagne, 750 cm3
  - 2e du GP d'Italie
  - 3e du GP de Belgique
  - 3e du championnat d'Europe 750 cm3
  - 3e du GP de Finlande, 350 cm3
  - 3e du GP de Yougoslavie
  - 5e du championnat du monde 350 cm3
  - 2e du GP d'Espagne, 250 cm3
  - 3e du GP de Yougoslavie
  - 5e du championnat du monde 250 cm3

- 1976 :
  - 5e des 200 miles de Daytona
  - 3e du GP d'Espagne, 750 cm3
  - 2e du GP de Hollande, 250 cm3

- 1977 :
  - 5e du GP d'Allemagne, 750 cm3
  - 5e du GP d'Espagne, 250 cm3
  - 5e du GP de Finlande, 350 cm3

- 1978 :
  - 5e du GP d'Angleterre
  - 4e du GP d'Autriche
  - 5e du GP d'Allemagne
  - 5e du GP du Venezuela
  - 5e du championnat du monde 750 cm3

- 1979 :
  - 3e du Moto Journal 200
  - 2e du Bol d'or
  - 10e du GP du Vénézuéla
  - 8e du GP d'Autriche
  - 5e du GP d'Espagne
  - 9e du GP de Yougoslavie
  - 5e du GP d'Italie de 750 cm3
  - GP de France de 750 cm3 : 1er en première manche ; 2e en deuxième manche
  - GP de Suisse de 750 cm3 : 3e en première manche ; 2e en deuxième manche
  - GP du Canada de 750 cm3 : 1er en première manche ; 2e en deuxième manche
  - GP des États-Unis de 750 cm3 : 5e en première manche
  - GP d'Allemagne de 750 cm3 : 1er dans les deux manches
  - GP de Yougoslavie de 750 cm3 : 3e en première manche ; 3e en deuxième manche
  - Champion du monde des 750 cm3

- 1980 :
  - 1er des 200 miles de Daytona
  - 2e du Moto Journal 200